# Вашингтонский акварельный клуб
Вашингтонский акварельный клуб (англ. Washington Water Color Club), ныне Вашингтонская ассоциация акварелистов (англ. Washington Water Color Association) — одно из старейших американских сообществ профессиональных художников, действующих по настоящее время.

## История
Клуб был основан 28 марта 1896 года. Идея создания этого художественного объединения возникла у вашингтонского акварелиста и педагога Мариэтты Эндрюс. Пятнадцать профессиональных художников приняли участие в первом собрании клуба и провели свою первую выставку в декабре 1896 года в Вашингтонском клубе Cosmos Club.
С 1897 по 1899 год участники клуба выставлялись в галерее Connecticut Avenue Gallery. В 1900 их выставка была проведена в зале Hemicycle Room Художественной галереи Коркоран.
В 1921 году название организации было изменено на Вашингтонскую ассоциацию акварелистов (WWCA) и стало некоммерческой образовательной организацией. К 1936 году художники из 21 штата США и округа Колумбия демонстрировали свои работы на выставках ассоциации. В период между 1921 и 1930 годами WWCA проводила выставки в Национальном музее естественной истории, Национальной галерее искусств, Галерее искусств Коркоран, Университете Говарда и Вашингтонском художественном клубе.
Среди известных художников, которые выставляли в клубе свои работы на протяжении многих лет, были Уильям Генри Холмс, Томас Аншутц, Уильям Меррит Чейз, Джозеф Пеннелл, а также американские импрессионисты Фрэнк Бенсон и Чайлд Хассам. В последующие годы Эллиотт О’Хара, Эндрю Уайет, Донг Кингман, Генри Гассер и Элис Барни присоединились к списку известных художников, выставляющихся на ежегодных выставках WWCA.
Первым президентом Вашингтонского акварельного клуба с 1896 по 1898 год был Паркер Манн. Президентом клуба в настоящее время, с 2020 года, является Энн Олбрайт.